# Enginyeria de requisits
L'enginyeria de requisits és la branca de l'enginyeria del programari que tracta de l'especificació i gestió de requisits d'un sistema tractant d'assolir els objectius de: 
1. Conèixer els requisits rellevants del sistema, consensuar-los entre les parts interessades, documentar-los seguint els estàndards establerts, i gestionar-los sistemàticament.
2. Comprendre i documentar els desitjos i les necessitats de les parts interessades.
3. Especificar i gestionar els requisits de manera que es minimitzi el risc de lliurar un sistema que no satisfaci els desitjos i les necessitats de les parts interessades.[1][2]

En terme enginyeria de requisits es va començar a usar als voltants del 1976. Posteriorment, fou incorporat en la terminologia d'estàndards ISO, amb la definició de "funció interdisciplinària que fa de mediadora entre els compradors i els proveïdors d'un producte o servei per tal definir els requisits que ha de satisfer el sistema, programari o servei d'interès". Actualment, a la pràctica, el terme és molt usat per denotar el tractament sistemàtic dels requisits.